# Troissy
Troissy est une commune française, située dans le département de la Marne en région Grand Est. Elle fait partie de la région naturelle de la vallée de la Marne, rivière qui délimite son territoire au nord.
Commune rurale hors attraction des villes, Troissy est membre de la communauté de communes des Paysages de la Champagne, à qui elle a transféré un certain nombre de compétences (notamment en matière d'eau et de déchets).
Au dernier recensement de 2022, la commune comptait 802 habitants appelés Troissyats et Troissyates. Son économie est particulièrement tournée vers la viticulture. Son patrimoine architectural comprend notamment son église Saint-Martin et son ancien château.

## Géographie

### Localisation
Troissy se trouve à l'ouest du département de la Marne, en région Grand Est.
La commune de Troissy s'étend sur une superficie de 1 546 hectares. Elle appartient à la région agricole de la vallée de la Marne.
Par la route, Troissy se situe à 53 km de Châlons-en-Champagne, préfecture, à 19 km d'Épernay, sous-préfecture, et à 6 km de Dormans, bureau centralisateur du canton de Dormans-Paysages de Champagne dont dépend Troissy depuis 2015. La commune fait en outre partie du bassin de vie de Montmirail.
Troissy est limitrophe de 6 communes :
|         | Verneui       | Vandières       |
| Dormans | Troissy       | Mareuil-le-Port |
|         | Igny-Comblizy | Nesle-le-Repons |

### Géologie et relief
Sur son territoire, l'altitude varie de 62 à 253 mètres.

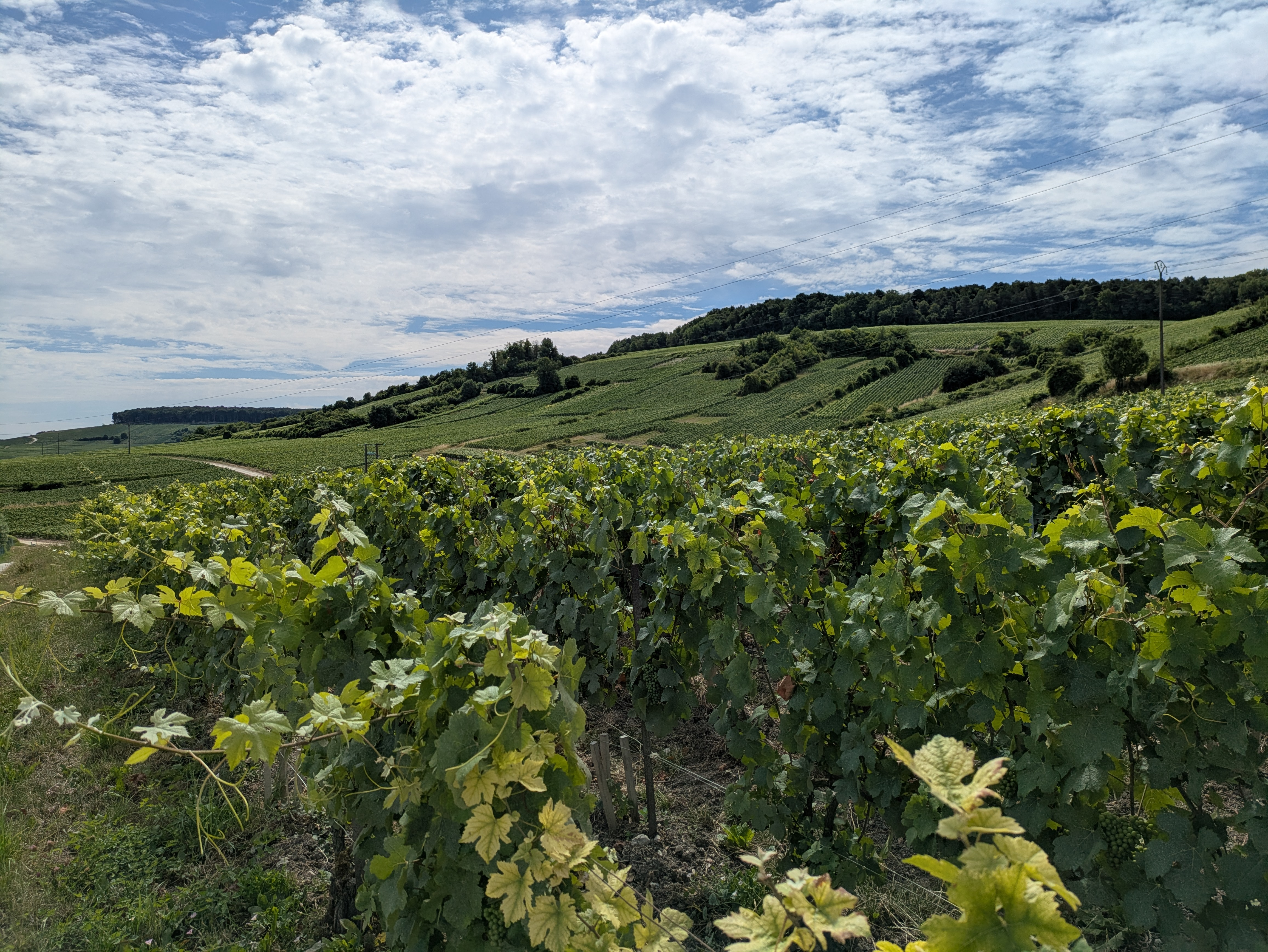
Les coteaux du vignoble de Champagne au nord de Bouquigny.

Au nord, où l'altitude est la plus basse, la Marne sert de frontière avec les communes de Verneuil et Vandières. Le fond de la vallée de la Marne est constitué d'alluvions de l'Holocène.
Au centre, se trouvent les coteaux du vignoble de Champagne, le village de Troissy (à l'est) et le hameau de Bouquigny (à l'ouest). Ils reposent sur un succession de sols argileux, marneux et calcaires datant du Thanétien supérieur au Lutétien supérieur et au Bartonien.
Au sud, l'altitude dépasse les 200 mètres. Ce plateau de la Brie forestière est boisé à l'exception des Pâtis de Troissy, où se trouve le point culminant de la commune. Son sol repose sur une couche de meulière couverte d'argile, relativement imperméable.

### Hydrographie
La commune est dans la région hydrographique « la Seine de sa source au confluent de l'Oise (exclu) » au sein du bassin Seine-Normandie. Elle est drainée par la Marne, le Fossé 03 du Gravier et le ru des Marauds,.
La Marne prend sa source sur le plateau de Langres, dans la commune de Saints-Geosmes (Haute-Marne) et se jette dans la Seine entre Charenton-le-Pont et Alfortville (Val-de-Marne) dans le quartier de Conflans-l'Archevêque.

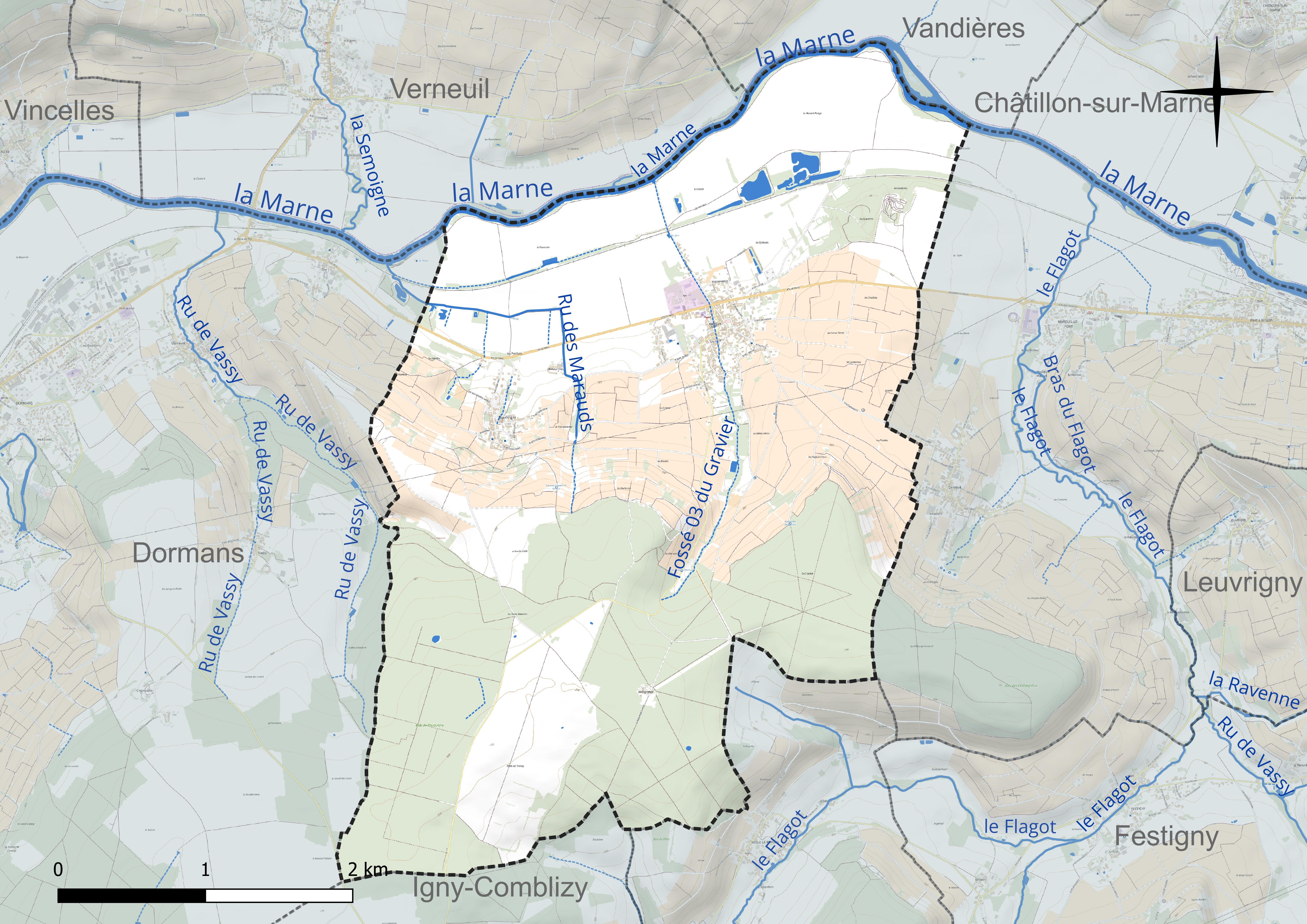
Réseau hydrographique de Troissy.

### Climat
Pour des articles plus généraux, voir Climat du Grand Est et Climat de la Marne.
En 2010, le climat de la commune est de type climat océanique dégradé des plaines du Centre et du Nord, selon une étude du Centre national de la recherche scientifique s'appuyant sur une série de données couvrant la période 1971-2000. En 2020, Météo-France publie une typologie des climats de la France métropolitaine dans laquelle la commune est exposée à un climat océanique altéré et est dans la région climatique  Nord-est du bassin Parisien, caractérisée par un ensoleillement médiocre, une pluviométrie moyenne régulièrement répartie au cours de l’année et un hiver froid (3 °C).
Pour la période 1971-2000, la température annuelle moyenne est de 10,7 °C, avec une amplitude thermique annuelle de 15,6 °C. Le cumul annuel moyen de précipitations est de 713 mm, avec 12,2 jours de précipitations en janvier et 8,2 jours en juillet. Pour la période 1991-2020, la température moyenne annuelle observée sur la station météorologique de Météo-France la plus proche, « Chambrecy-Civc », sur la commune de Chambrecy à 14 km à vol d'oiseau, est de 10,7 °C et le cumul annuel moyen de précipitations est de 734,0 mm. 
La température maximale relevée sur cette station est de 40,3 °C, atteinte le 25 juillet 2019 ; la température minimale est de −22,1 °C, atteinte le 17 janvier 1985,,.
Les paramètres climatiques de la commune ont été estimés pour le milieu du siècle (2041-2070) selon différents scénarios d'émission de gaz à effet de serre à partir des nouvelles projections climatiques de référence DRIAS-2020. Ils sont consultables sur un site dédié publié par Météo-France en novembre 2022.

### Milieux naturels et biodiversité
L'Inventaire national du patrimoine naturel (INPN) recense 428 espèces sur le territoire de la commune, dont 50 espèces protégées et 21 espèces menacées.
Troissy ne compte aucune zone naturelle d'intérêt écologique, faunistique et floristique (ZNIEFF) ou autre espace naturel protégé sur son territoire.

## Urbanisme

### Typologie
Au 1er janvier 2024, Troissy est catégorisée commune rurale à habitat dispersé, selon la nouvelle grille communale de densité à sept niveaux définie par l'Insee en 2022.
Elle est située hors unité urbaine et hors attraction des villes,.

### Occupation des sols
L'occupation des sols de la commune, telle qu'elle ressort de la base de données européenne d’occupation biophysique des sols Corine Land Cover (CLC), est marquée par l'importance des territoires agricoles (62 % en 2018), en augmentation par rapport à 1990 (61,1 %). La répartition détaillée en 2018 est la suivante :  forêts (35 %), terres arables (33,9 %), cultures permanentes (23,7 %), zones agricoles hétérogènes (4,5 %), zones urbanisées (3 %).
L'évolution de l’occupation des sols de la commune et de ses infrastructures peut être observée sur les différentes représentations cartographiques du territoire : la carte de Cassini (XVIIIe siècle), la carte d'état-major (1820-1866) et les cartes ou photos aériennes de l'IGN pour la période actuelle (1950 à aujourd'hui).

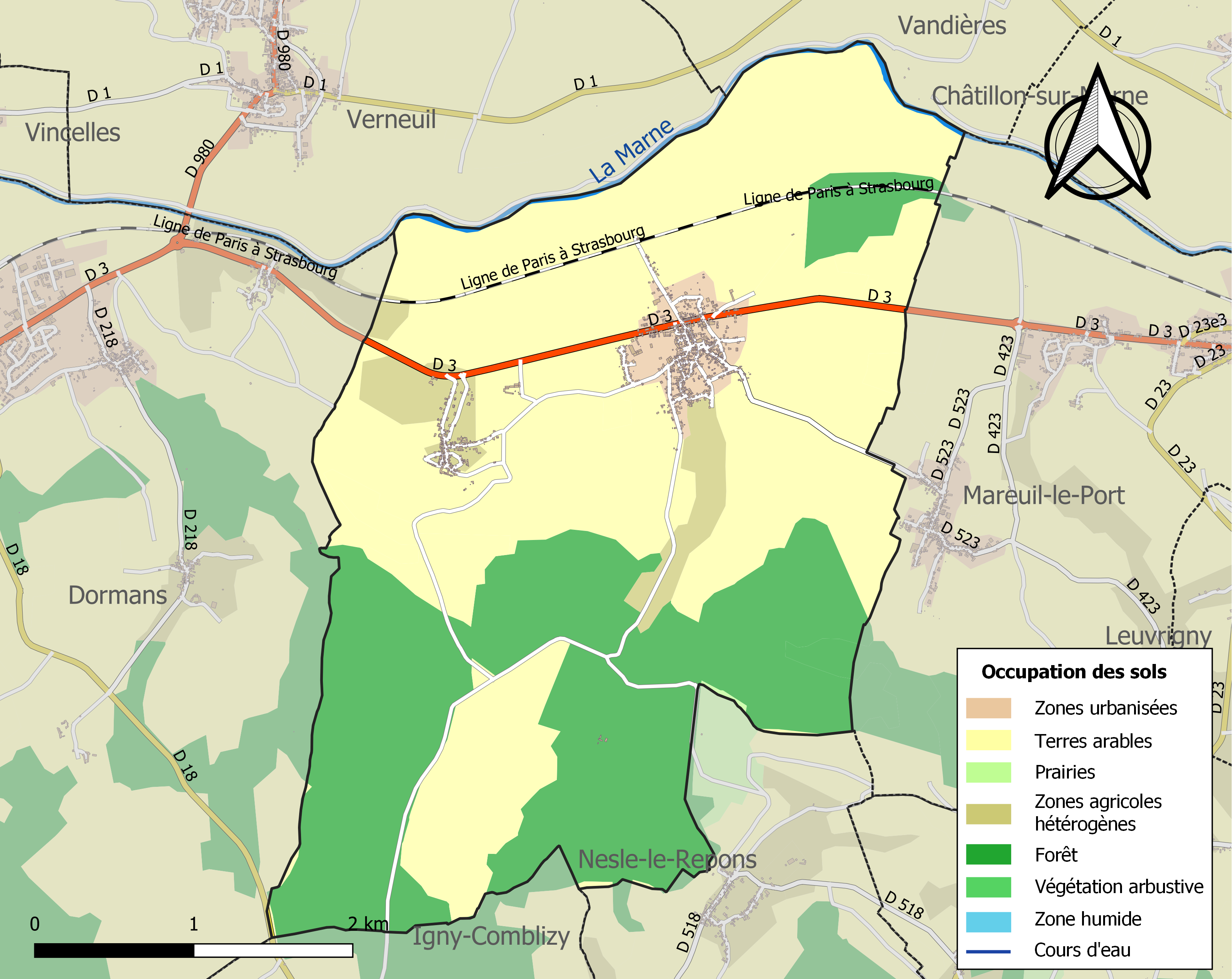
Carte des infrastructures et de l'occupation des sols de la commune en 2018 (CLC).

### Morphologie rurale, hameaux et écarts

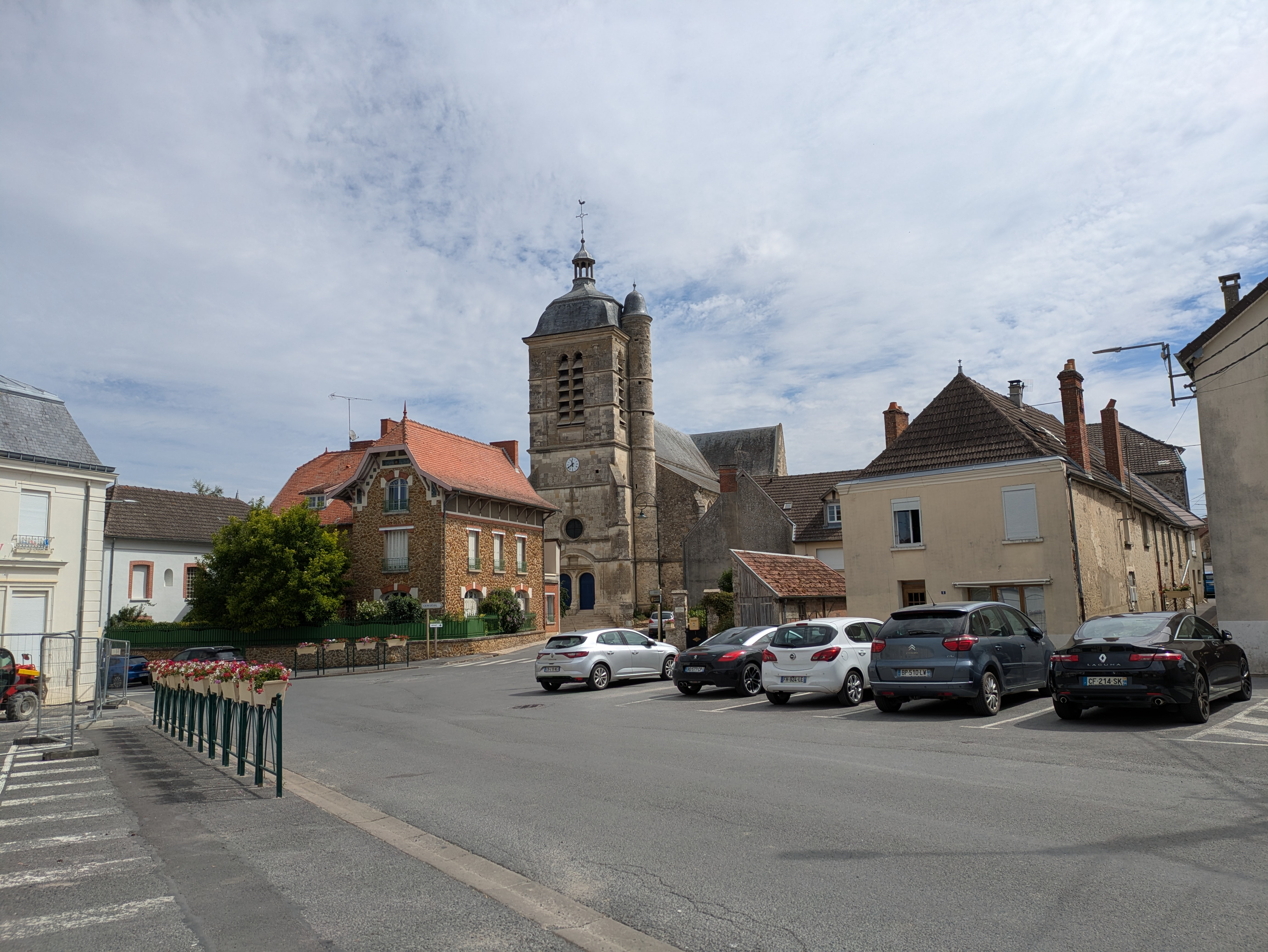
La place de la République et l'église Saint-Martin.

Le village de Troissy est principalement situé au sud de la route départementale 3, délimité au nord par la plaine inondable de la Marne et au sud par le vignoble. Le centre du village est organisé autour de la place de la République. Il est dense, avec un bâti ancien généralement sur deux ou trois niveaux, mitoyen et aligné sur la rue. Dans les années 1980, Troissy s'est étendu, avec notamment la construction du lotissement le Grand Jardin à l'ouest du village.
Le hameau de Bouquigny, à environ 1,5 km à l'ouest, présente des caractéristiques urbanistiques similaires à Troissy. Outre Troissy et Bouquigny, la commune comprend deux écarts au nord de Bouquigny, l'Amour Dieu et les Patillots, ainsi qu'un écart au sud sur le plateau, Mortgrange.

### Planification
Les règles d'urbanisme sur le territoire de Troissy sont déterminées par le schéma de cohérence territoriale d'Épernay et sa Région (SCoTER) approuvé le 5 décembre 2018 et par le plan local d'urbanisme (PLU) de la commune adopté le 23 juillet 2018.

### Habitat et logement

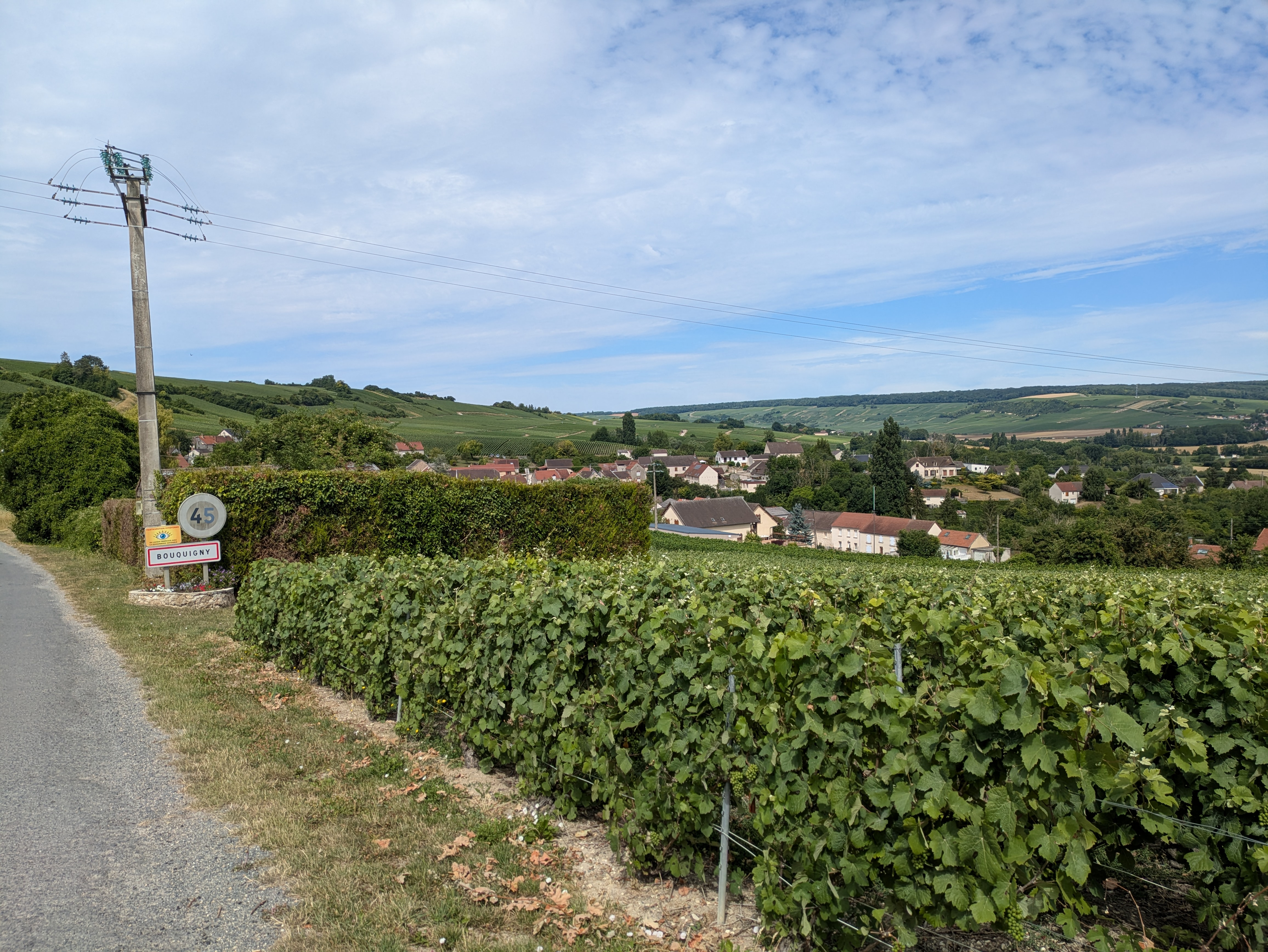
L'entrée du hameau de Bouquigny depuis Troissy (rue des Vignerons).

En 2021, Troissy compte 449 logements. Ces logements sont à 95 % des maisons ; la commune ne comptant que 20 appartements. En raison de la prévalence des maisons, les résidences principales de Troissy disposent en moyenne de 5 pièces.
Le tableau ci-dessous présente une comparaison de quelques indicateurs chiffrés du logement pour Troissy, la communauté de communes des Paysages de la Champagne (CCPC), le département de la Marne et la France entière :
|                                                            | Troissy | CCPC   | Marne   | France     |
| ---------------------------------------------------------- | ------- | ------ | ------- | ---------- |
| Ensemble des logements                                     | 449     | 11 470 | 300 919 | 37 155 918 |
| Part des résidences principales (en %)                     | 79,0    | 80,9   | 87,5    | 82,2       |
| Part des résidences secondaires (en %)                     | 6,1     | 5,8    | 3,4     | 9,7        |
| Part des logements vacants (en %)                          | 14,9    | 13,4   | 9,1     | 8,1        |
| Part des propriétaires de leur résidence principale (en %) | 79,7    | 76,4   | 52,2    | 57,5       |

À Troissy, en 2021, 79 % des logements sont des résidences principales, 6,1 % des résidences secondaires ou des logements occasionnels et 14,9 % des logements vacants. Par ailleurs, 79,7 % des ménages sont propriétaires de leur résidence principale. Troissy se démarque alors par un nombre supérieur à la moyenne de ménages propriétaires de leur résidence principale.
Parmi les 355 résidences principales construites avant 2019, 18 % avaient été construites avant 1919, 19,4 % entre 1919 et 1945, 19,6 % entre 1946 et 1970, 26,4 % entre 1971 et 1990, 9,5 % entre 1991 et 2005 et 7,1 % entre 2006 et 2018.
Le tableau ci-dessous présente l'évolution du nombre de logements sur le territoire de la commune, par catégorie, depuis 1968 :
|                        | 1968 | 1975 | 1982 | 1990 | 1999 | 2010 | 2015 | 2021 |
| ---------------------- | ---- | ---- | ---- | ---- | ---- | ---- | ---- | ---- |
| Résidences principales | 279  | 296  | 300  | 338  | 335  | 356  | 364  | 355  |
| Résidences secondaires | 27   | 34   | 49   | 48   | 28   | 22   | 18   | 27   |
| Logements vacants      | 29   | 39   | 55   | 44   | 41   | 66   | 45   | 67   |
| Total                  | 335  | 369  | 404  | 430  | 404  | 444  | 427  | 449  |

### Voies de communication et transports

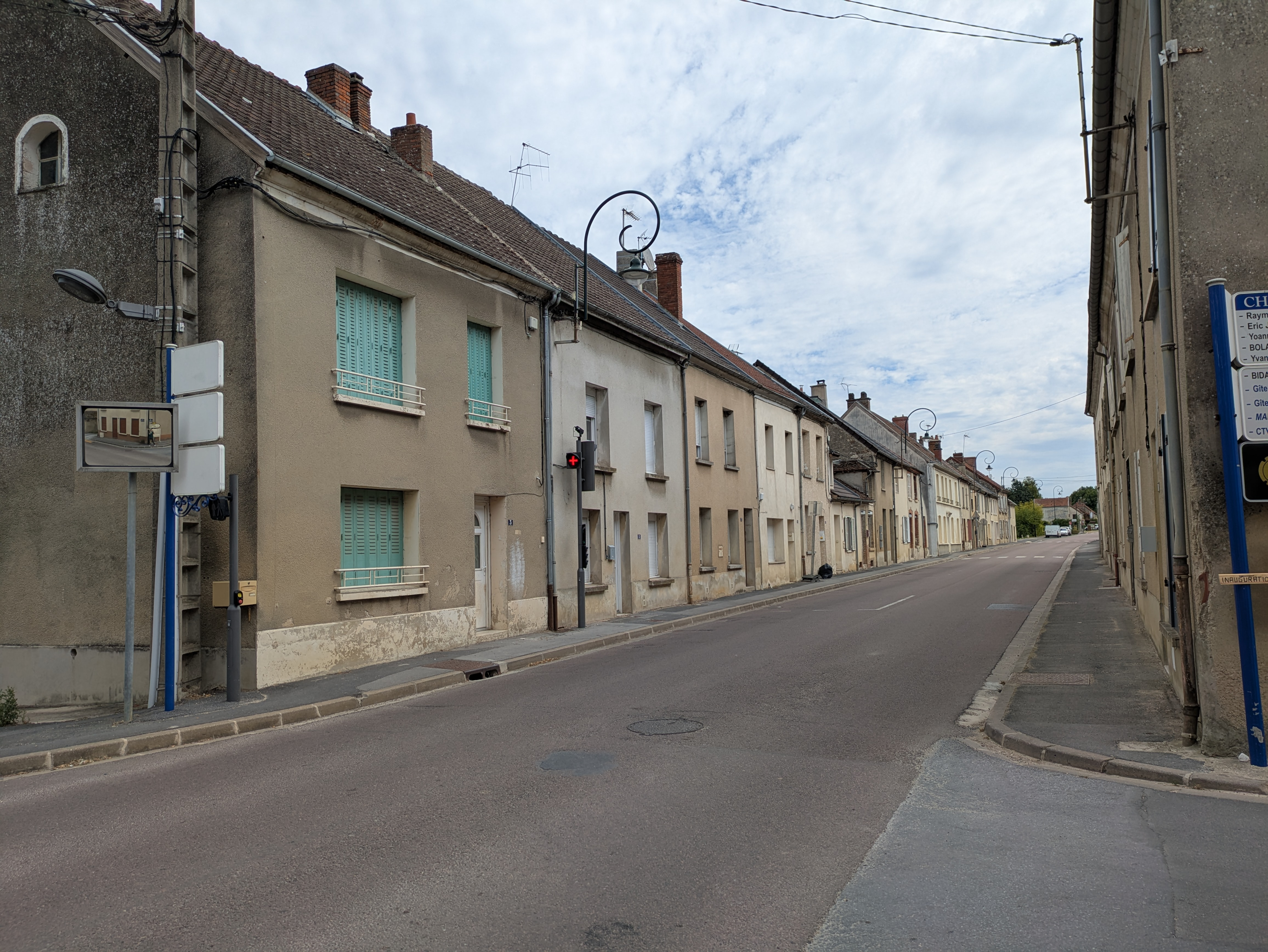
La route départementale 3 (route de Paris) traversant Troissy.

Troissy est traversée par la route départementale 3 entre Dormans (puis Château-Thierry et Épernay, qui correspond à l'ancienne route nationale 3 de Paris à l'Allemagne. La commune se trouve par ailleurs à une dizaine de kilomètres de l'autoroute A4, qui permet de rejoindre Paris, Reims et Strasbourg.
La commune n'est desservie par aucun transport en commun, à l'exception du ramassage scolaire.
Du point de vue ferroviaire, la ligne de Paris-Est à Strasbourg-Ville passe au nord de la commune. La station la plus proche est la gare de Dormans desservie par des trains régionaux effectuant des relations entre Paris-Est et Châlons-en-Champagne, Saint-Dizier, Bar-le-Duc ou Strasbourg-Ville, mais également entre Château-Thierry et Reims.

### Risques naturels et technologiques
Le territoire de Troissy est vulnérable à différents risques naturels et technologiques. La commune est dans l'obligation d'élaborer et publier un document d'information communal sur les risques majeurs ainsi qu'un plan communal de sauvegarde.
La commune est concernée par les risques de mouvements de terrain. Troissy est comprise dans le périmètre du plan de prévention des risques « glissement de terrain de la Côte d'Ile-de-France - secteur de la vallée de la Marne tranche 3 » approuvé en 2014.
Troissy est également concernée par le risque d'inondation, y compris par remontée de nappe. La commune est incluse dans le périmètre du plan des surfaces submersibles du secteur d'Épernay de 1976 et dans le PPR « inondations par débordement de la Marne sur le secteur d'Épernay » de 2017.
La commune a fait l'objet de plusieurs arrêtés reconnaissant l'état de catastrophe naturelle pour des inondations et/ou coulées de boue (en 1983, 1988, 1992, 1999 et 2021).
Troissy est affectée par le phénomène de retrait-gonflement des argiles (risque moyen). Le risque sismique est très faible sur son territoire. De même, le potentiel radon de la commune est faible.
Troissy compte par ailleurs un site potentiellement concerné par la pollution des sols, une station service/garage. Elle est également concernée par le transport de matières dangereuses en raison de la présence sur le territoire communal de la ligne ferroviaire de Paris à Strasbourg.

## Toponymie
Le nom de la localité apparaît sous les formes suivantes : Troissiacum en 1146 ; Tresseium en 1148 ; Troyssi en 1198 ; Trossy en 1209 ; Trissiacum en 1218 ; Trossiacum en 1222 ; Troicy en 1222 ; Trissi en 1232 ; Troissi en 1234 ; Troyseium, Troiseium en 1240 ; Trossium en 1241 ; Troisi en 1243 ; Troyssiacum en 1247 ; Troissy en 1295 ; Troicy en 1494 ; Treissy en 1508 ; Troissy lez ledit Châtillon en 1511 ; Troissy-en-Champaigne en 1541 ; Troyssy vers 1550 ; Troisy-sur-Marne en 1570 ; Tressy en 1568 ; Toissy en 1686.
Le hameau de Bouquigny est connu dès 1222 sous la forme Boukeni. L'orthographe actuelle est attestée dès 1308, mais connaît diverses évolutions avant de se stabiliser. Les toponymes Boucquegny, Boucquigny, Boucquiny, Bocquiny ou encore Boucquigny apparaissent par exemple au XVIe siècle.
La ferme de l'Amour Dieu fait référence à l'ancienne abbaye du même nom.

## Histoire

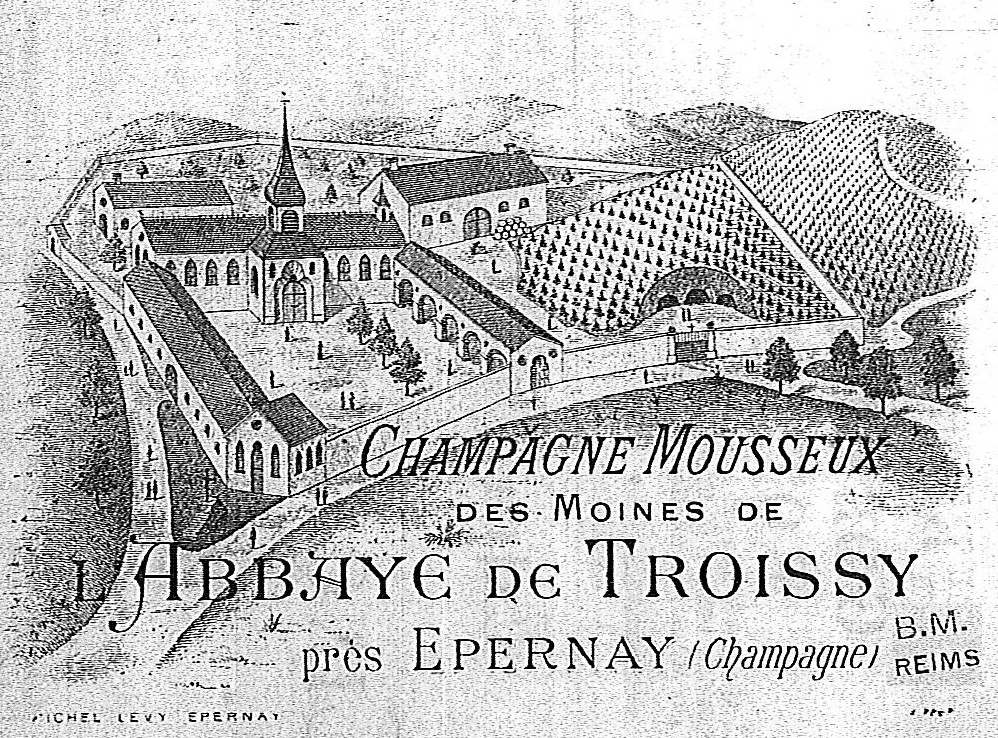
L'ancien prieuré, iconographie de 1886.

Troissy relevait de la Maison de Châtillon et le village est cité en 1146 dans la charte de Gauthier de Châtillon lors de la fondation du prieuré.
Troissy a possédé sa propre gare sur la ligne Paris - Strasbourg. Il s'agissait d'une simple halte avec un bâtiment d'un étage qui pourrait être une maisonnette de garde-barrière agrandie. Les trains ne s'y arrêtent désormais plus mais le bâtiment existe toujours, reconverti en habitation.

## Politique et administration

### Rattachements administratifs et électoraux

#### Rattachements administratifs
La commune se trouve dans l'arrondissement d'Épernay au sein du département de la Marne et de la région Grand Est.
Elle faisait partie depuis 1793 du canton de Dormans. Dans le cadre du redécoupage cantonal de 2014 en France, cette circonscription administrative territoriale a disparu, et le canton n'est plus qu'une circonscription électorale.

#### Rattachements électoraux
Pour les élections départementales, la commune fait partie depuis 2014 du canton de Dormans-Paysages de Champagne.
Pour l'élection des députés, elle fait partie de la troisième circonscription de la Marne.

### Intercommunalité

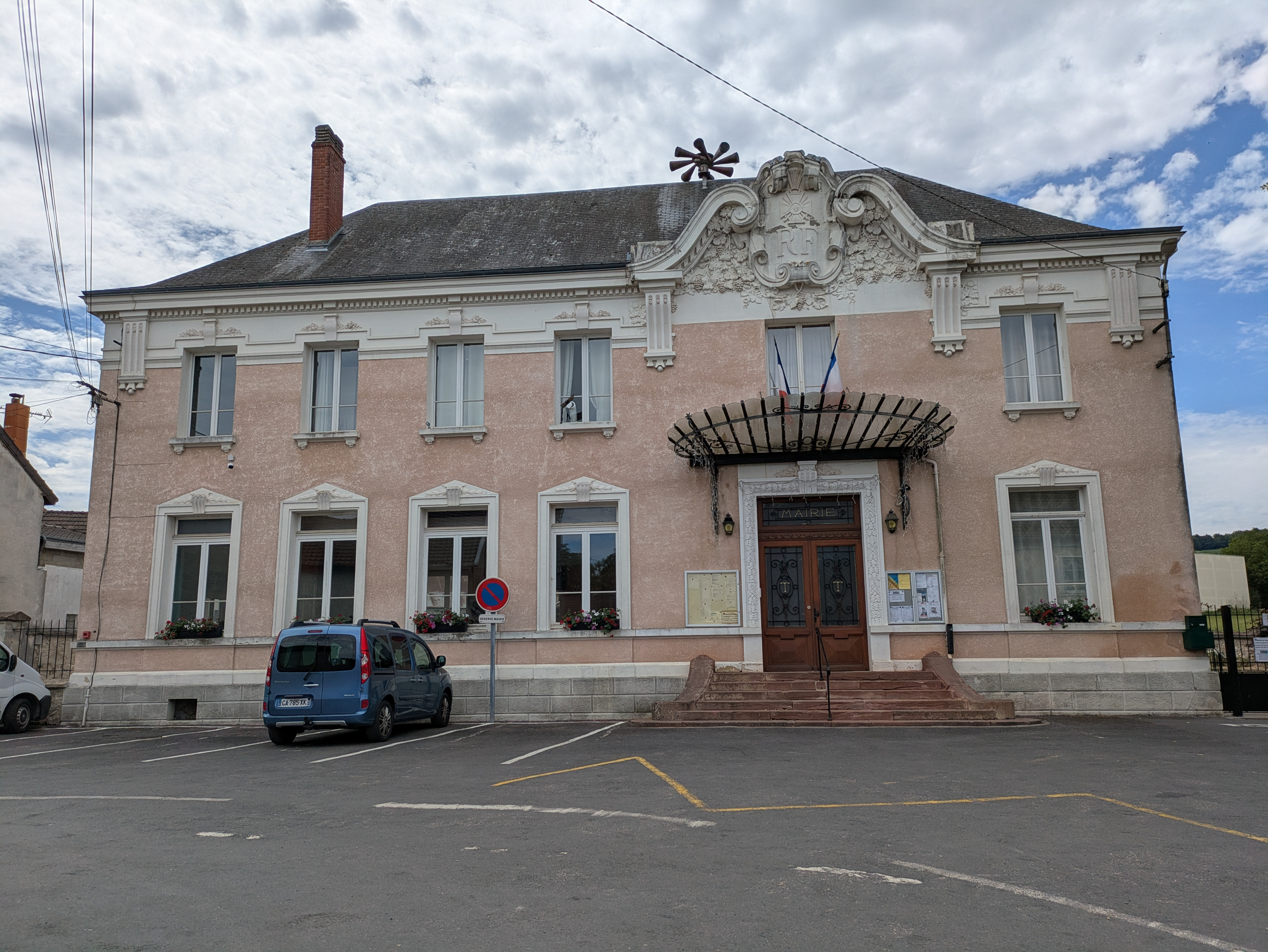
La mairie de Troissy.

Troissy était membre de la communauté de communes des Coteaux de la Marne, un établissement public de coopération intercommunale (EPCI) à fiscalité propre créé en 1997 et auquel la commune avait transféré un certain nombre de ses compétences, dans les conditions déterminées par le Code général des collectivités territoriales.
Dans le cadre des dispositions de la loi portant nouvelle organisation territoriale de la République du 7 août 2015, qui prévoit que les établissements publics de coopération intercommunale (EPCI) à fiscalité propre doivent avoir un minimum de 15 000 habitants, cette intercommunalité a fusionné avec ses voisines pour former, le 1er janvier 2017, la communauté de communes des Paysages de la Champagne, dont est désormais membre la commune.
Troissy est par ailleurs membre d'un EPCI sans fiscalité propre, le SIVU scolaire de Mareuil-le-Port.

### Liste des maires
| Période                                  | Période                        | Identité                     | Étiquette | Qualité            |
| ---------------------------------------- | ------------------------------ | ---------------------------- | --------- | ------------------ |
| Les données manquantes sont à compléter. |                                |                              |           |                    |
| avant 1981                               |                                | Geneviève Sibillotte         | DVG       |                    |
|                                          |                                | Marie-Louise Tonon           |           |                    |
| Les données manquantes sont à compléter. |                                |                              |           |                    |
| 2001                                     | mai 2020                       | Jeannine Jobert-Barbazanges, | PS        |                    |
| mai 2020                                 | automne 2022                   | Marie-Louise Tonon           |           | Employée retraitée |
| septembre 2022                           | En cours (au 16 décembre 2022) | Rémy Joly                    |           | agriculteur        |

### Jumelages
Troissy est jumelée avec :
- Partenheim (Allemagne) depuis 1988[45].

## Équipements et services publics

### Eau et déchets
L'approvisionnement en eau potable et l'assainissement des eaux usées sont des compétences de la communauté de communes des Paysages de la Champagne. La commune de Troissy est alimentée en eau potable par la station de pompage de Try, à Dormans. La production et la distribution d'eau potable font l'objet d'une délégation de service public confiée à Suez jusqu'en 2029. Troissy accueille une station d'épuration à boues activées d'une capacité de 1 083 équivalent-habitants sur son territoire. L'assainissement collectif y est assuré par Veolia dans le cadre d'une délégation de service public confiée par la communauté de communes et courant jusqu'en 2029.
La communauté de communes est également compétente en matière de déchets. La collecte des ordures ménagères résiduelles et des déchets recyclables est réalisée en porte à porte. La communauté de commune adhérant au syndicat de valorisation des ordures ménagères de la Marne (SYVALOM), ces déchets sont amenés au centre de transfert départemental de Pierry puis valorisés sur le site de La Veuve. La collecte du verre et des textiles se fait en apport volontaire. Quatre bennes à verre se trouvent sur le territoire de Troissy. La communauté de communes met par ailleurs six déchèteries à disposition de ses habitants, accessibles après création d'une carte d'accès : à Châtillon-sur-Marne, Damery-Venteuil, Fèrebrianges, Mareuil-le-Port, Montmort-Lucy et Trélou-sur-Marne.

### Enseignement
Troissy fait partie de l'académie de Reims.

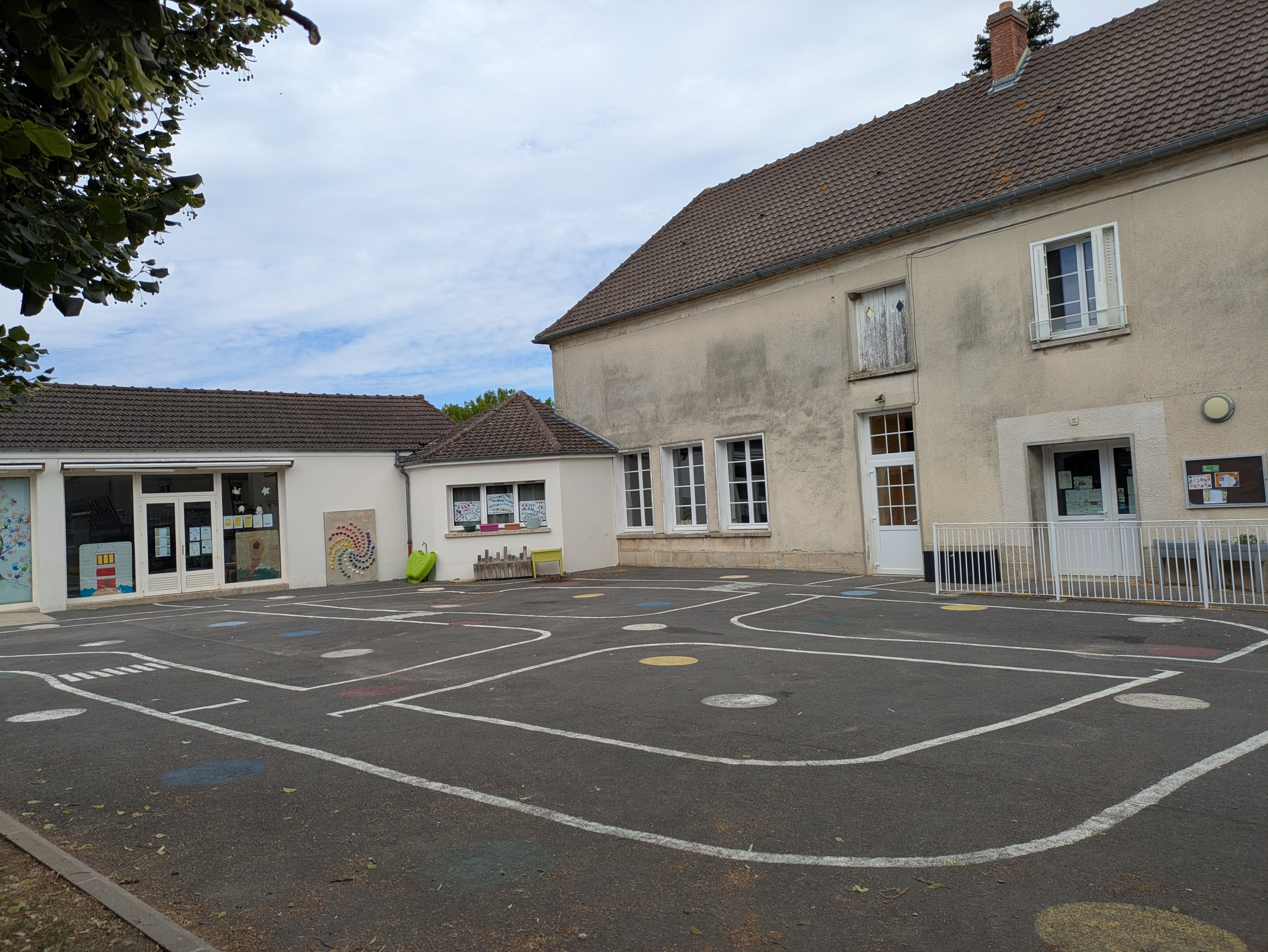
L'école primaire de Troissy.

La commune dispose d'une école primaire (maternelle et élémentaire) située rue des Écoles et accueillant 55 élèves (chiffres 2024-2025).
Les jeunes de Troissy sont ensuite rattachés au collège Professeur Nicaise de Mareuil-le-Port et au lycée Stéphane-Hessel d'Épernay.
De 2014 à 2020, le château de Troissy a accueilli un collège-lycée international privé, Excellencia, formant des élèves de la 4e à la terminale.

### Postes et télécommunications
La commune dispose d'une agence postale communale, installée rue des Écoles. Une boîte aux lettres de La Poste se trouve par ailleurs sur son territoire, rue de Champagne.

### Justice, sécurité et secours
Du point de vue judiciaire, Troissy relève du conseil de prud'hommes d'Épernay, du tribunal de commerce de Reims, du tribunal judiciaire, du tribunal paritaire des baux ruraux et du tribunal pour enfants de Châlons-en-Champagne, dans le ressort de la cour d'appel de Reims. Pour le contentieux administratif, la commune dépend du tribunal administratif de Châlons-en-Champagne et de la cour administrative d'appel de Nancy.
Troissy est située en secteur Gendarmerie nationale et dépend de la brigade de Dormans.
En matière d'incendie et de secours, le centre d'incendie et de secours le plus proche est celui de Dormans, dépendant du Service départemental d'incendie et de secours (SDIS) de la Marne. La commune est rattachée à l'unité opérationnelle de secours à la personne et opérations diverses de Mareuil-le-Port qui compte 7 sapeurs-pompiers volontaires intercommunaux suppléant les pompiers professionnels du SDIS. Troissy accueille également une unité d'assistance et de secours qui compte 4 sapeurs-pompiers volontaires.

## Population et société

### Démographie
L'évolution du nombre d'habitants est connue à travers les recensements de la population effectués dans la commune depuis 1793. Pour les communes de moins de 10 000 habitants, une enquête de recensement portant sur toute la population est réalisée tous les cinq ans, les populations de référence des années intermédiaires étant quant à elles estimées par interpolation ou extrapolation. Pour la commune, le premier recensement exhaustif entrant dans le cadre du nouveau dispositif a été réalisé en 2008.

En 2022, la commune comptait 802 habitants, en évolution de −6,74 % par rapport à 2016 (Marne : −1,19 %, France hors Mayotte : +2,11 %).
| 1793 | 1800 | 1806 | 1821 | 1831  | 1836  | 1841  | 1846  | 1851  |
| ---- | ---- | ---- | ---- | ----- | ----- | ----- | ----- | ----- |
| 800  | 885  | 950  | 933  | 1 050 | 1 090 | 1 101 | 1 116 | 1 120 |

| 1856  | 1861  | 1866  | 1872  | 1876  | 1881  | 1886  | 1891  | 1896 |
| ----- | ----- | ----- | ----- | ----- | ----- | ----- | ----- | ---- |
| 1 020 | 1 065 | 1 057 | 1 043 | 1 088 | 1 023 | 1 078 | 1 053 | 995  |

| 1901 | 1906 | 1911 | 1921 | 1926 | 1931 | 1936 | 1946 | 1954 |
| ---- | ---- | ---- | ---- | ---- | ---- | ---- | ---- | ---- |
| 969  | 930  | 905  | 907  | 897  | 900  | 875  | 872  | 828  |

| 1962 | 1968 | 1975 | 1982 | 1990 | 1999 | 2006 | 2008 | 2013 |
| ---- | ---- | ---- | ---- | ---- | ---- | ---- | ---- | ---- |
| 741  | 803  | 774  | 762  | 822  | 820  | 828  | 831  | 863  |

| 2018 | 2022 | - | - | - | - | - | - | - |
| ---- | ---- | - | - | - | - | - | - | - |
| 798  | 802  | - | - | - | - | - | - | - |

### Sports et loisirs

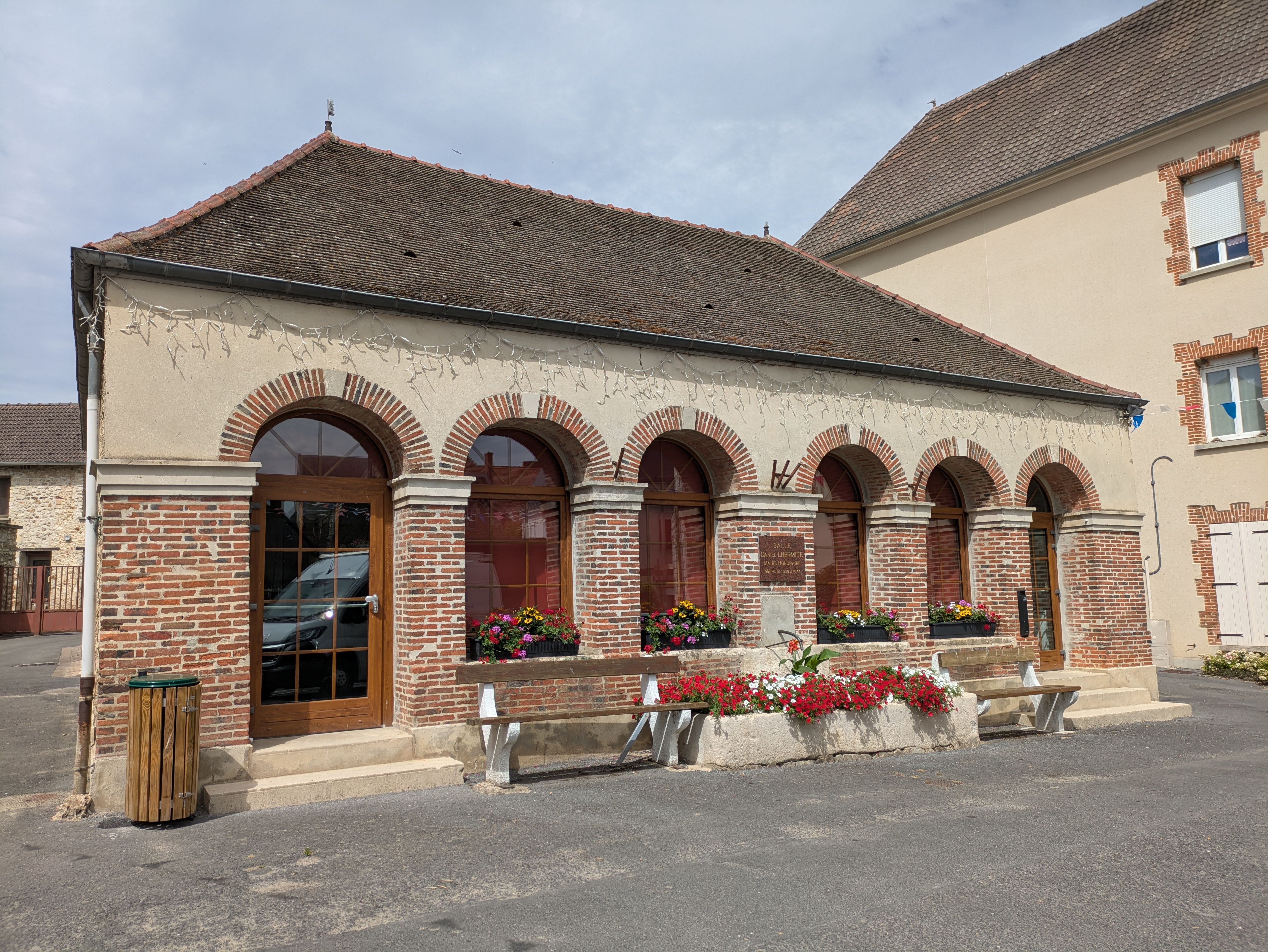
La salle Daniel Lhermite, sur la place de la République.

Troissy compte quelques équipements sportifs : deux courts de tennis municipaux et une piscine, autrefois mise à disposition de la commune par le collège-lycée privé.
En matière de loisirs et de culture, la commune dispose de deux salles polyvalentes, d'une bibliothèque et d'une école de musique.

### Cultes
Pour le culte catholique, Troissy dépend de la paroisse Saint-Hildegrin - Vallée de la Marne au sein du diocèse de Châlons-en-Champagne.

### Médias
La presse écrite régionale comprend le quotidien L'Union et l'hebdomadaire L'Hebdo du vendredi.
Parmi les stations de radio locales, il est possible de citer Ici Champagne-Ardenne et Champagne FM.

## Économie

### Revenus de la population et fiscalité
En 2021, la commune compte 354 ménages fiscaux, regroupant 806 personnes.
Le revenu disponible par unité de consommation est alors de 23 190 €, inférieur à celui de la communauté de communes des Paysages de la Champagne (24 050 €) mais supérieur à celui du département de la Marne (22 830 €) et de la France métropolitaine (23 080 €).
Pour des raisons de secret statistique, le taux de pauvreté à Troissy n'est pas communiqué par l'Insee.

### Emploi

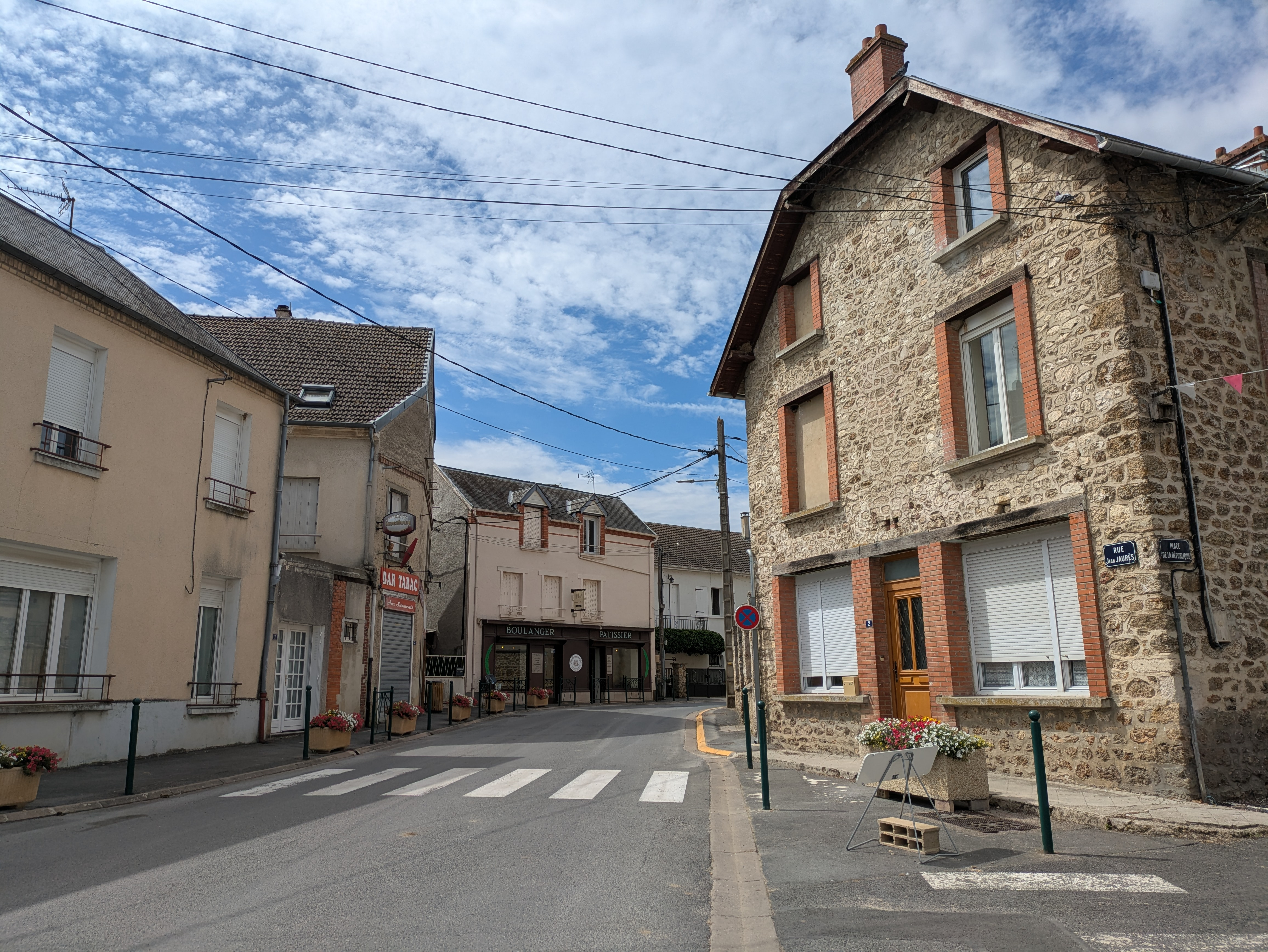
Des commerces de la rue Jean Jaurès.

Troissy appartient à la zone d'emploi d'Épernay.
En 2021, le taux d'activité des 15-64 ans est de 79,5 %, similaire à celui de la communauté de communes (79,7 %) et supérieur à celui du département (74 %) et de la France métropolitaine (74,9 %). Pour cette même catégorie de population, le taux de chômage est de 8,6 % contre 8 % pour la communauté de communes, 12,1 % pour la Marne et 11,7 % pour la France métropolitaine.
En 2021, Troissy compte 250 emplois, dont 65 % de salariés et 35 % de non-salariés. Avec 367 actifs y résidant, la commune a alors un indicateur de concentration d'emploi de 68,1. Dans les faits, 34,2 % des actifs résidant à Troissy y travaillent tandis que 65,8 % travaillent dans une autre commune.

### Entreprises, commerces et agriculture

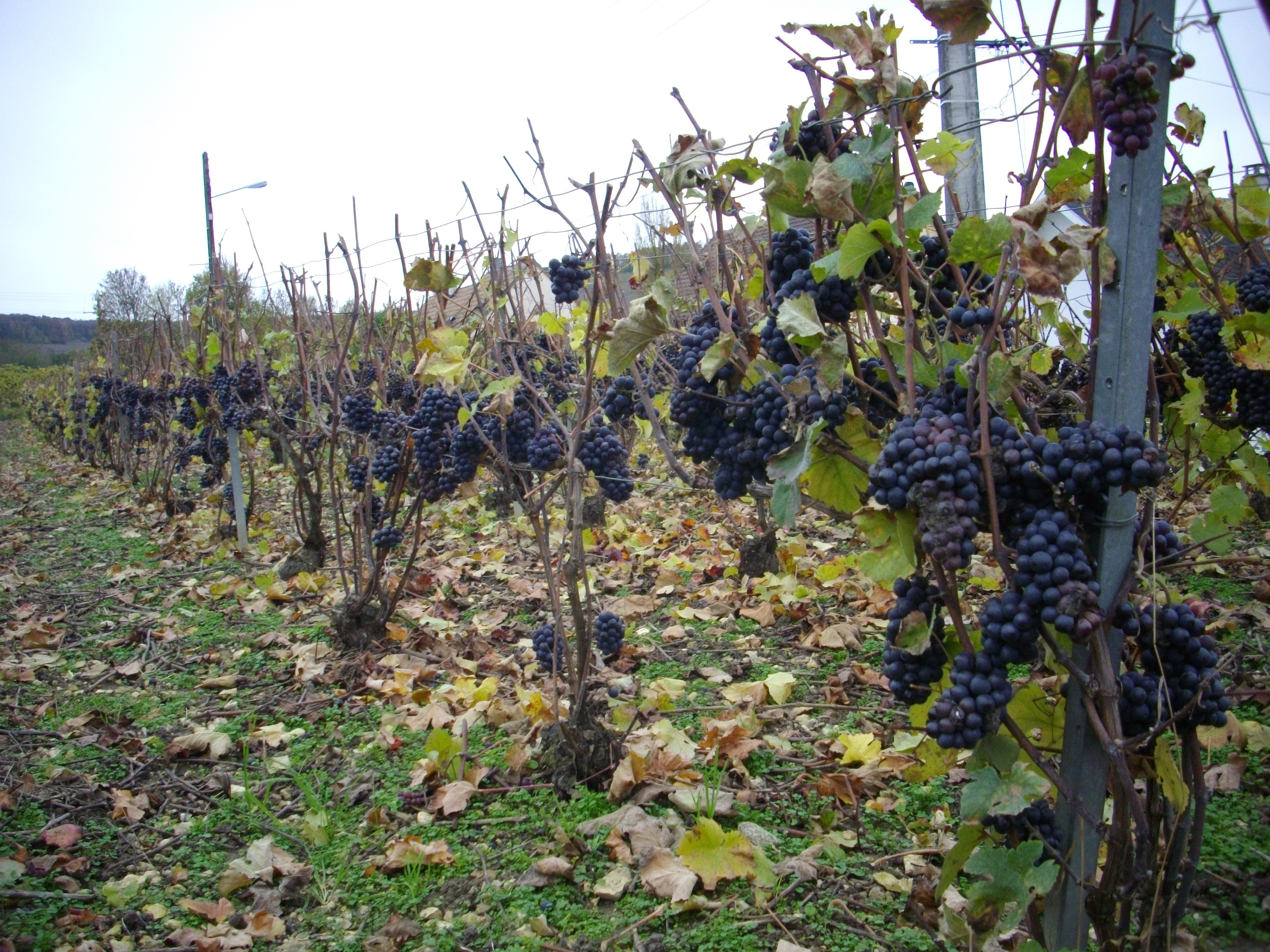
Des vignes à Troissy.

En 2022, la commune compte 61 établissements économiquement actifs (hors agriculture).
Troissy n'accueille que quelques commerces et artisans sur son territoire. Ses habitants doivent généralement se rendre dans la commune voisine de Dormans.
En 2020, Troissy compte 88 exploitations agricoles, pour une surface agricole utilisée de 704 hectares et 170 emplois à temps plein. L'agriculture représente la grande majorité des emplois locaux. Le paysage est dominé par des grandes cultures céréalières dans la vallée et par le vignoble de Champagne sur les coteaux,.
Selon l'Agreste, la production agricole de la commune est spécialisée dans la viticulture. Troissy fait en effet partie des appellations d'origine contrôlée « champagne » et « coteaux-champenois ». Elle accueille notamment une coopérative vinicole, la Ruche.

## Culture locale et patrimoine

### Lieux et monuments
Troissy compte deux monuments classés (au moins en partie) au titre des monuments historiques :
- le château de Troissy, dont la crypte est classée le 11 octobre 1924[73] ;
- l'église Saint-Martin, qui est classée le 25 octobre 1911[74]. L'église, dominée par un clocher-porche, est construite entre 1535 et 1575. Elle est détruite au cours de la Première Guerre mondiale et reconstruite à l'identique après-guerre[75]. À l'intérieur, on trouve de nombreux objets également protégés au titre des monuments historiques : des carreaux vernissés du XVIe siècle représentant animaux, guerriers, fleurs et armoiries[76] ; un tabernacle du maître-autel néogothique du XIXe siècle[77] ; des fonts baptismaux en pierre taillée du XVIIIe siècle[78] ; plusieurs retables du XVIIIe siècle[79],[80],[81] ; une statue en pierre de sainte Avoye du XVIIIe siècle[82] ; trois statues en bois des XVIIe et XVIIIe siècles représentant saint Eloi[83], saint Martin[84] et saint Sébastien[85].

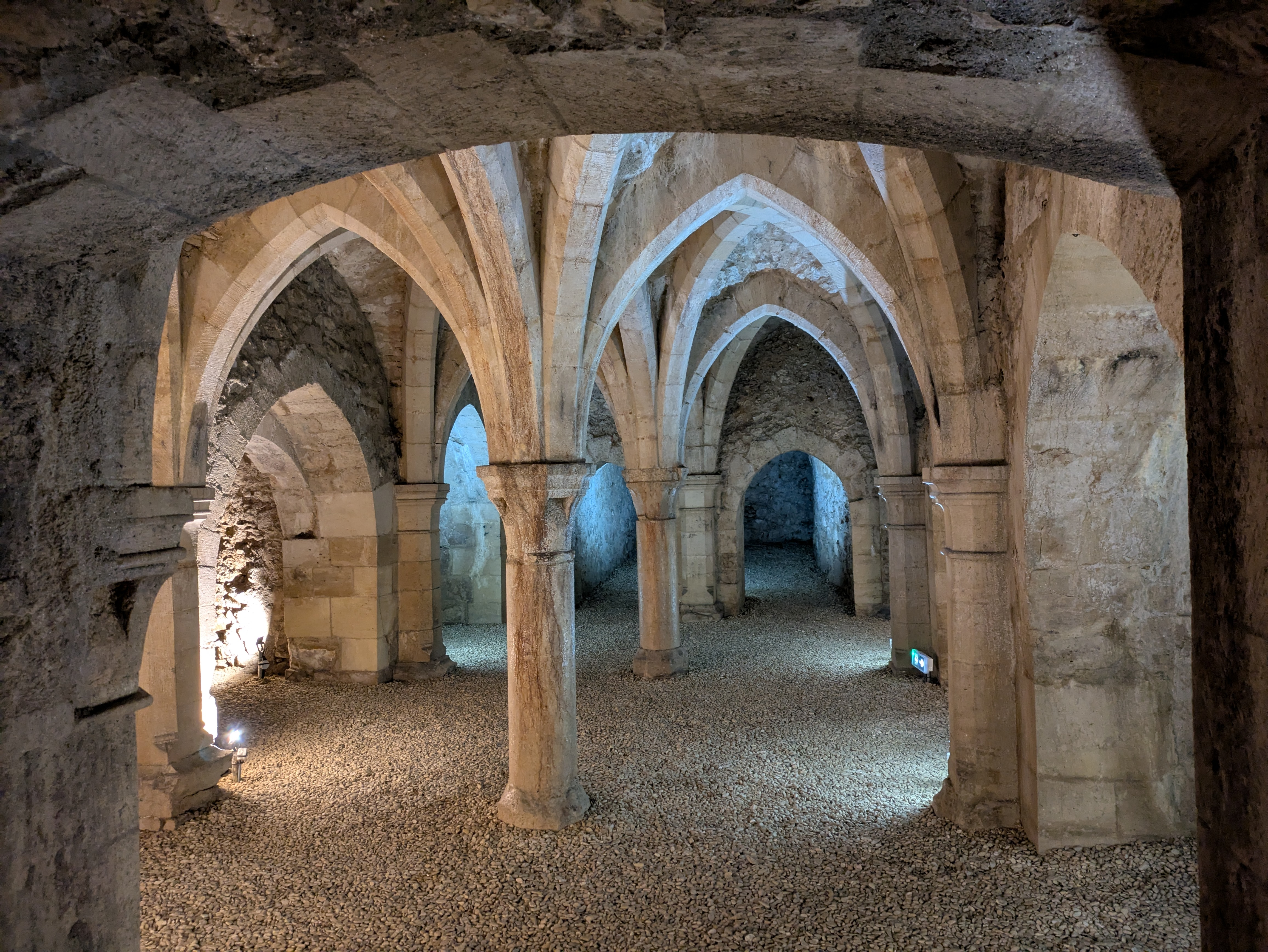
La crypte de l'ancien château.
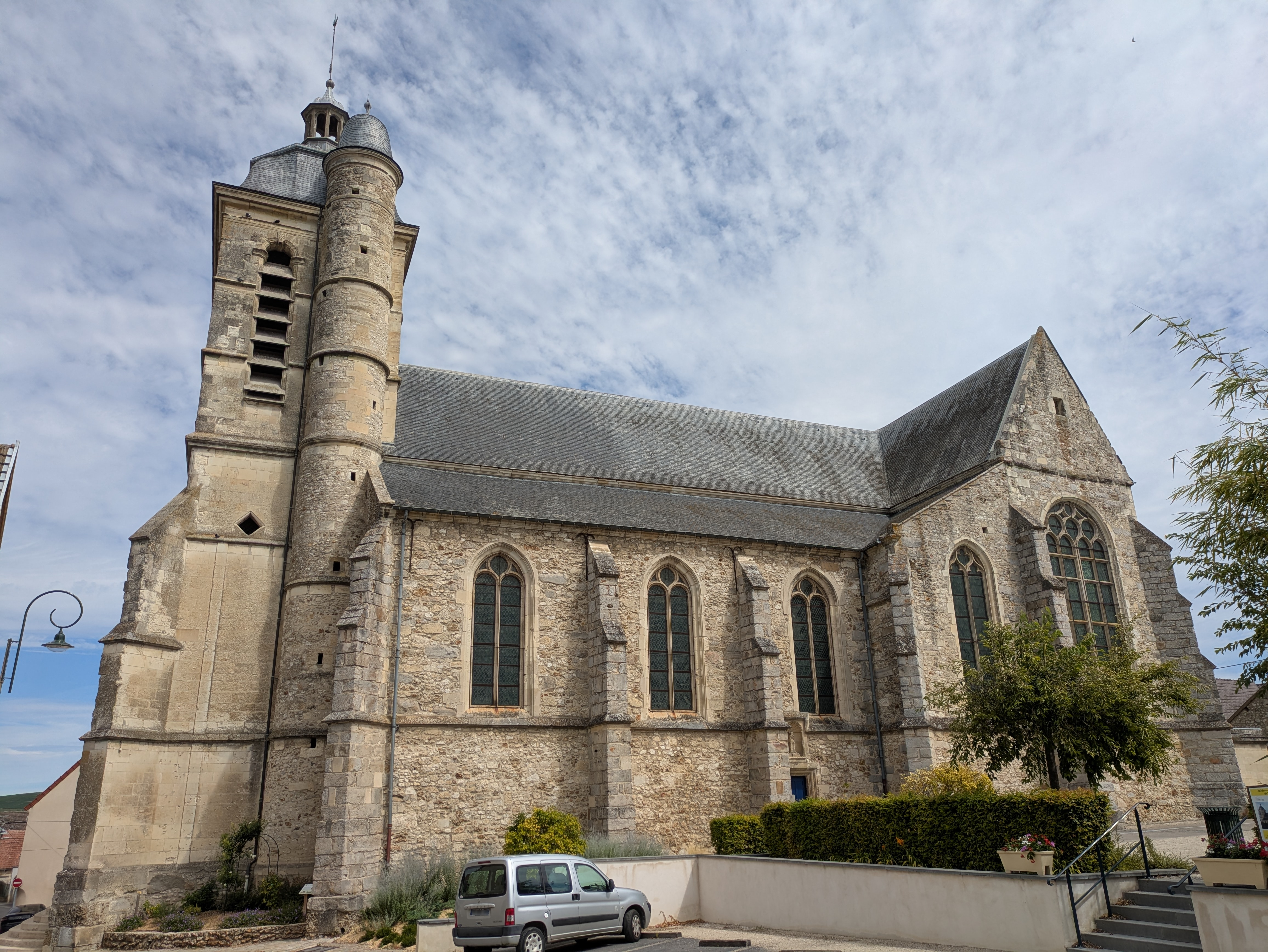
L'église Saint-Martin.

La commune comprend d'autres éléments de patrimoine. Cela inclut le monument aux morts, situé rue de l'Église, et sept éléments protégés par le Plan local d'urbanisme : les cinq lavoirs de la commune (place Bailly à Troissy ; rue Calvaire, rue des Estivants, rue Pasteur et Saint-Jean à Bouqigny), la statue Saint-Jean à Bouquigny et la tour du château de Troissy.

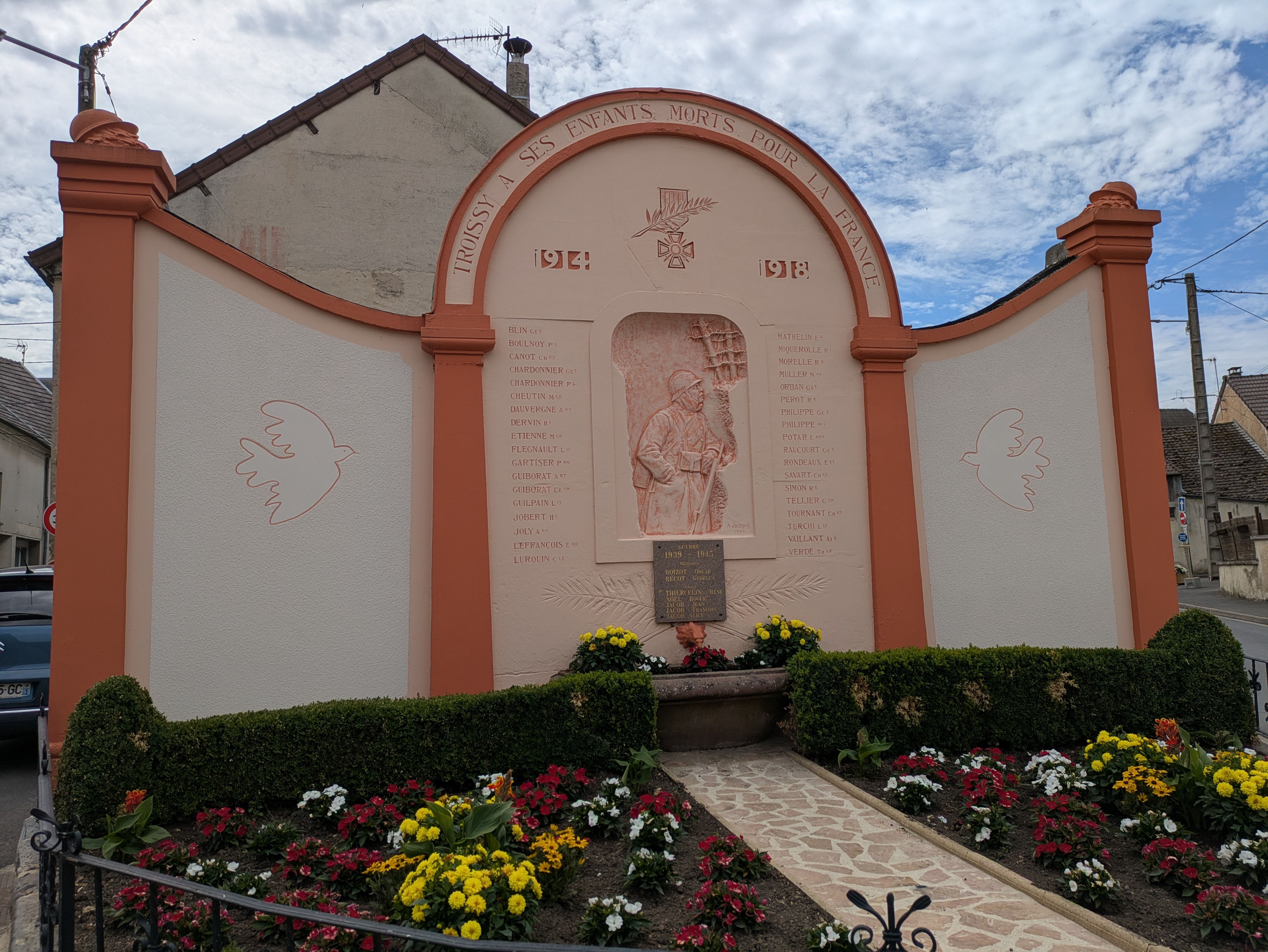
Le monument aux morts.
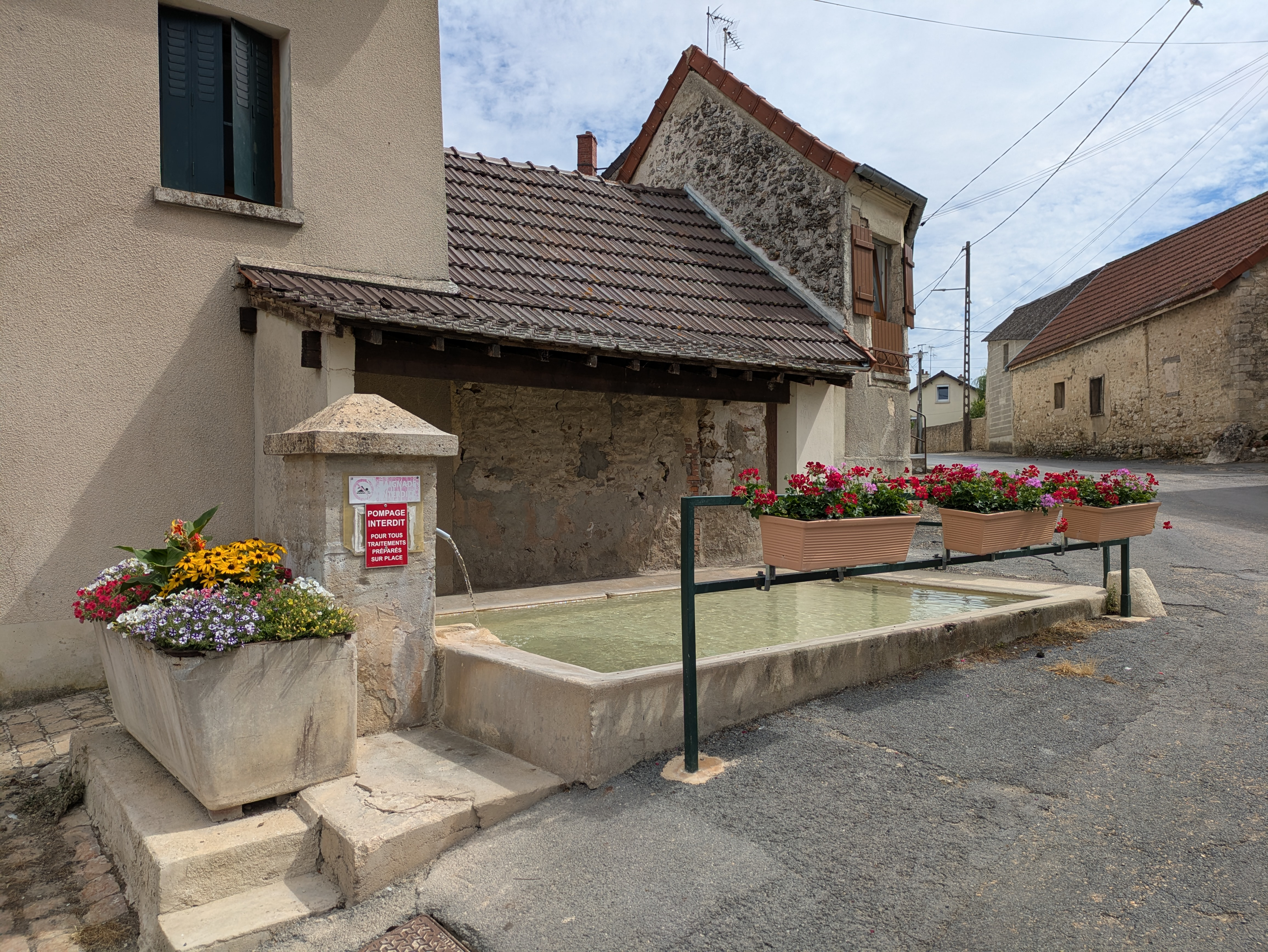
Le lavoir de Troissy.
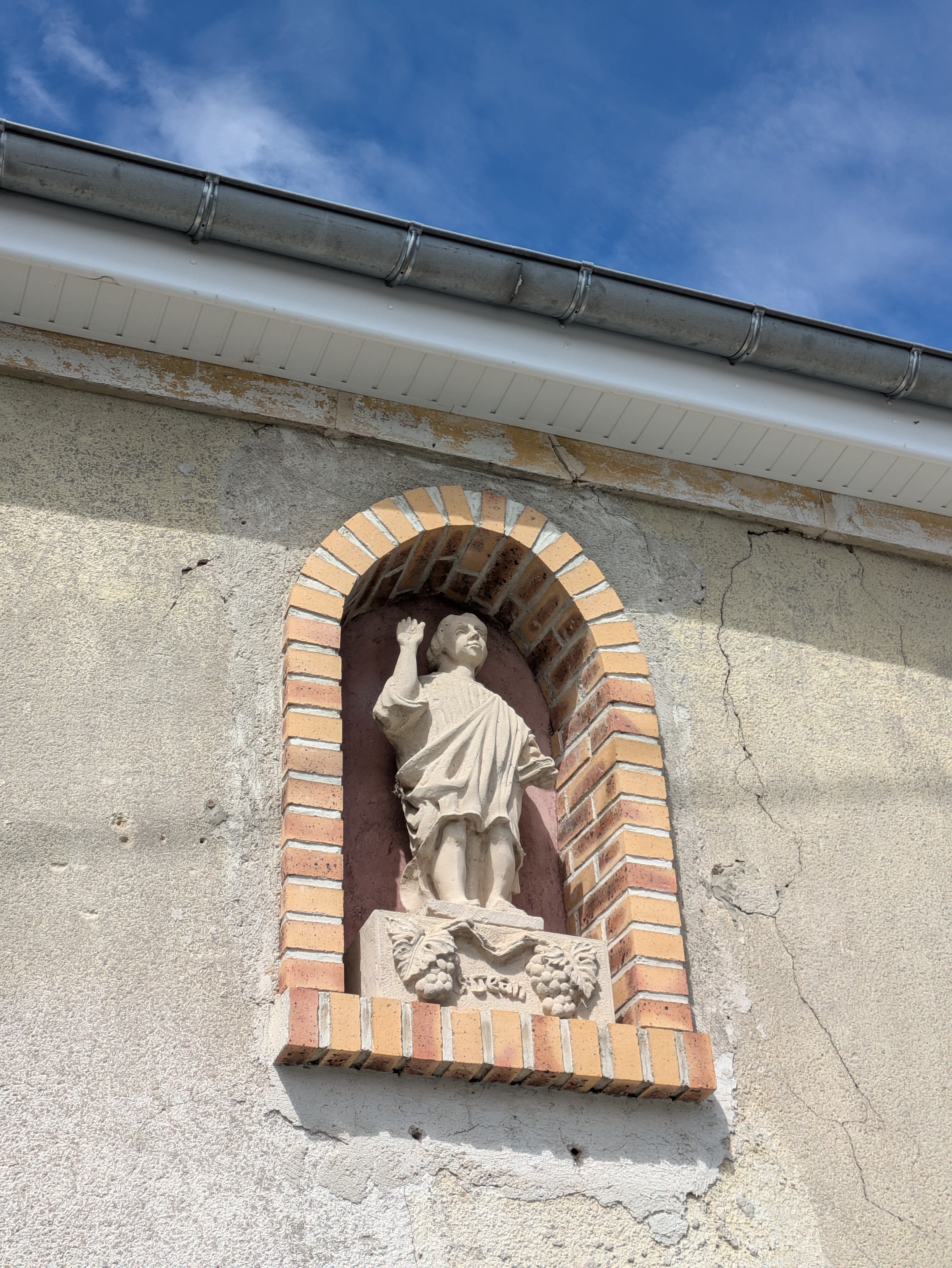
La statue Saint-Jean.
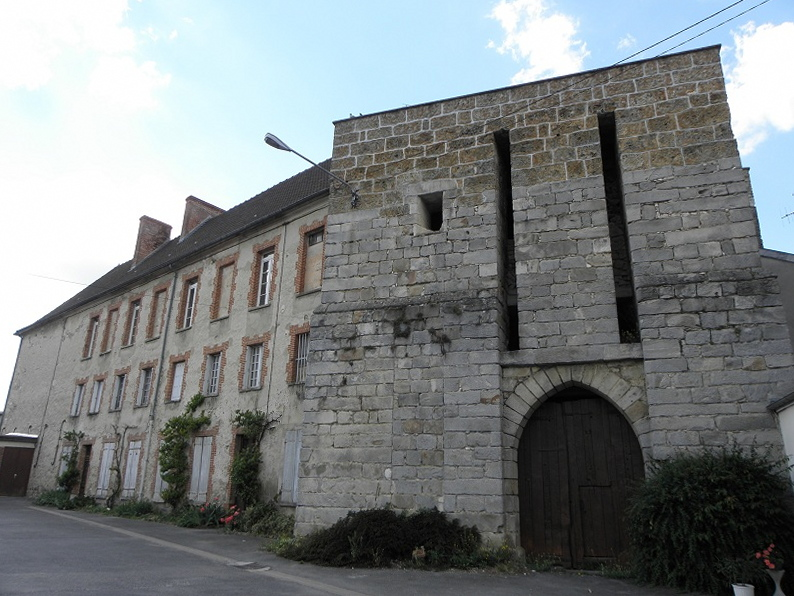
La tour de l'ancien château.

### Personnalités liées à la commune
- Sophie Poirier (1830 - 1879), militante républicaine

### Héraldique
| Blason à dessiner | Blason  | Tranché : au premier de gueules à la tour d'or, au second de sinople à la branche de vigne pamprée d'or et fruitée de pourpre et au sarcloir aussi d'or passés en sautoir ; à la bande cousue d'azur chargée d'une bande d'argent côtoyée de deux doubles cotices potencées et contre-potencées aussi d'or. |
| Blason à dessiner | Détails | Le statut officiel du blason reste à déterminer. |

## Pour approfondir